# Thésée (1790)
Pour les articles homonymes, voir Thésée.

Le Thésée est un vaisseau de ligne de classe Téméraire de 74 canons de la Marine française. Renommé Révolution en 1793, il prend part à l'expédition d'Irlande en 1796, sous les ordres de Pierre Dumanoir le Pelley. 
Il est renommé Finistère en 1803, retiré du service le 7 décembre 1804 et démantelé en 1816.